# Referendum in Südwestafrika 1946
Das Referendum in Südwestafrika 1946 war ein Referendum in Südwestafrika, das im Mai und Juni 1946 durchgeführt wurde. Es sollte die zukünftige Zugehörigkeit zur Südafrikanischen Union klären und wurde in Form von Befragungen der einzelnen Volksgruppen durchgeführt. Die Vereinten Nationen wiesen die Möglichkeit der Zugehörigkeit zum heutigen Südafrika zurück, da die Menschen in Südwestafrika bis dahin nicht ausreichend politisch gebildet wurden und deshalb eine solche Entscheidung nicht rational treffen konnten.

## Fragestellung
„We, the undersigned, Chiefs, Headmen or Board Members of the people of the [________] tribe, who live in the [________] Reserve in this mandated Territory of South West Africa, acting with full authority of the people of the tribe of the [________] Reserve, wish to say that we have heard the people of the world are talking about the administration of these countries such as ours and that the administration of these countries may be changed.
We and our people wish the following matters to be known to the people of the world:

(a) That our people have been happy and have prospered under the rule of the Government of the Union of South Africa and that we should like that Government to continue to rule us;

(b) That we do not wish any other Government or people to rule us;

(c)That we would like our country to become part of the Union of South Africa“

„Wir, die hier gezeichneten Chiefs, Headmen oder Ratsmitglieder der Volksgruppe der [________], die im Reservat [________] in diesem Mandatsgebiet Südwestafrika leben, in voller Vertretung der Menschen des Volkes im Reservat [________], teilen mit, dass man die Worte der Menschen der Welt zur Verwaltung von Staaten so wie unserem gehört hat und dass die Verwaltung dieser Länder geändert werden kann. Wir und unsere Menschen wollen den Menschen der Welt deshalb folgendes mitteilen:

(a) Das unsere Menschen unter Verwaltung der Südafrikanischen Union glücklich und aufstrebend sind und deshalb unter der Führung der Regierung weiterleben wollen;

(b) Dass wir keine andere Form der Regierung für unser Volk wünschen;

(c) Das unser Land Teil der Südafrikanischen Union werden soll“

## Ergebnis
| Auswahl         | Stimmen | %     |
| --------------- | ------- | ----- |
| Dafür           | 208.850 | 85,46 |
| Dagegen         | 33.520  | 14,54 |
|                 |         |       |
| Wahlbeteiligung | 299.160 | 81,14 |
| nicht beteiligt | 56.790  | 18,98 |

## Reaktionen auf das Anliegen
Das Referendum war von einer breit gefächerten Kritik bis Ablehnung betroffen. Solche Reaktionen kamen von der inländischen Basis und aus dem Ausland. Eine wichtige Rolle spielten dabei Tshekedi Khama (1905–1959), Regent der Bamangwato sowie vom Herero-Chief Hosea Kutako. Khama gelang es mit Unterstützung von sechs Tswana-Chiefs ein Memorandum gegen das Referendum zu veröffentlichen, in dem der Transfer des UN-Mandats über Südwestafrika entweder auf das Vereinigte Königreich oder direkt auf die Vereinten Nationen übertragen werden solle. Im selben Zuge kam die Forderung für Betschuanaland auf, einen freien Zugang zur Atlantikküste, jedenfalls zum Hafen Walvis Bay zu erlangen.
In Opposition zum Referendum gingen auch südafrikanische Organisationen, darunter die großen Gewerkschaften African Union of Industrial and Commercial Workers (ICU) sowie die Brick and Quarry Workers’ Union in Kapstadt. Im November 1946 sandte der damalige ANC-Präsident Alfred Bitini Xuma eine Protestnote  an den Generalsekretär der Vereinten Nationen. Ferner gab es Protestaktionen durch das Native Advisory Board of Langa, den Hindu Congress of Tongaat, die Chemical and Allied Workers’ Union, die Explosive and Fertilizers Workers’ Union von Kapstadt sowie die Coloured Garment Workers’ Union in Transvaal. Beteiligt waren auch die Democratic African Party und das Passive Resistance Council.
Politische Unterstützung erhielt das Referendum durch die Nasionale Party. Ferner sprachen sich Zeitungskommentatoren der mit ihr sympathisierenden Blätter Suidwes Afrikaner und Die Suidwester dafür aus.
Die UN-Generalversammlung votierte am 14. Dezember 1946 gegen die Inkorporation von Südwestafrika in die Südafrikanische Union mit 37 Stimmen, 0 Gegenstimmen und 9 Enthaltungen.